# أبو الزمرة
أبو الزمرة هو مسلسل رسوم متحركة أمريكي للبالغين أنشأه جيفري كاتزنبرج وأنتجته شركة دريم ووركس أنيميشن لشبكة إن بي سي. تم عرض المسلسل لأول مرة في 31 أغسطس 2004، وانتهى في 27 مايو 2005. وكان جزءًا من اتجاه قصير الأمد لمسلسلات الرسوم المتحركة في شبكة التلفزيون في أوقات الذروة (بعد انتهاء اللعبة).
يتبع أبو الزمرة عائلة من الأسود البيضاء، بطريركها يلعب دور البطولة في عرض سيغفريد وروي في لاس فيغاس. على الرغم من الترويج المكثف، تم إلغاء المسلسل بعد موسم واحد. كما تأخر النقل والإنتاج بسبب إصابة روي هورن الحقيقية على المسرح في أكتوبر 2003.

## وصلات خارجية
- أبو الزمرة على موقع IMDb (الإنجليزية)
- أبو الزمرة على موقع ميتاكريتيك (الإنجليزية)
- أبو الزمرة على موقع روتن توميتوز (الإنجليزية)
- أبو الزمرة على موقع كينوبويسك (الروسية)
- أبو الزمرة على موقع ألو سيني (الفرنسية)
- أبو الزمرة على موقع قاعدة بيانات الفيلم (الإنجليزية)